# Myrmosicarius catharinensis
Myrmosicarius catharinensis är en tvåvingeart som beskrevs av Borgmeier 1928. Myrmosicarius catharinensis ingår i släktet Myrmosicarius och familjen puckelflugor. Inga underarter finns listade i Catalogue of Life.